# Keble College

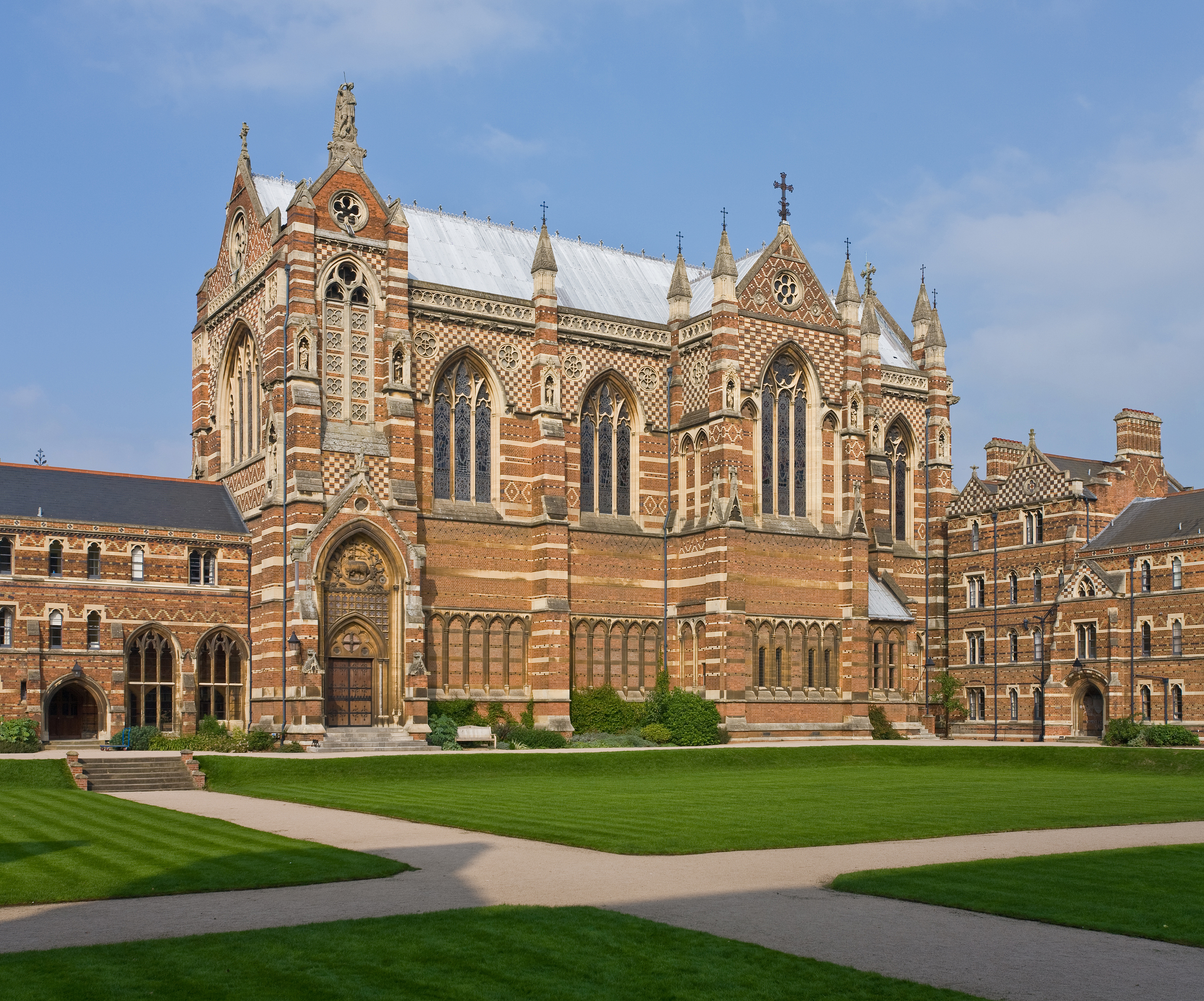
Capilla del Keble College.

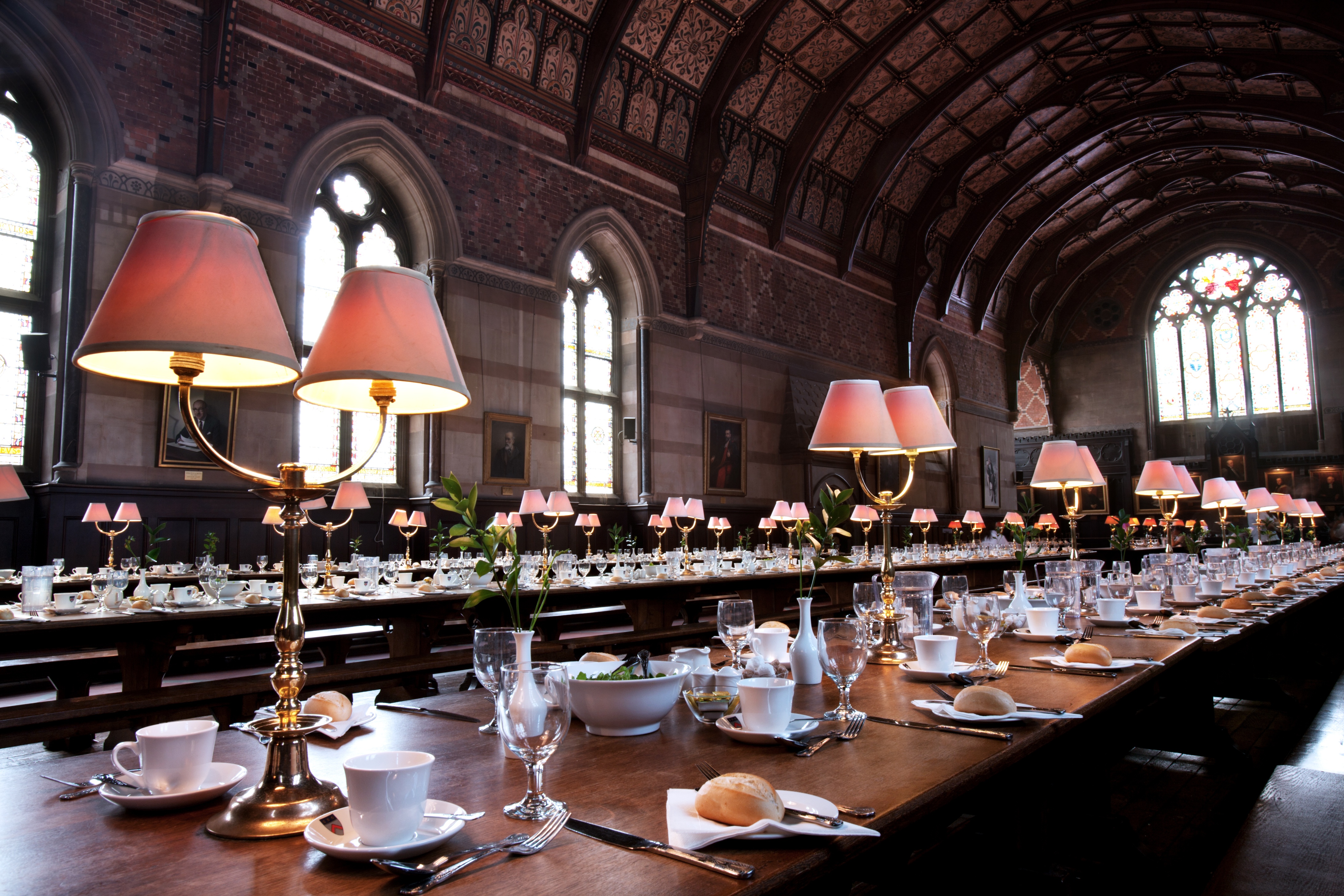
Comedor del Keble College.

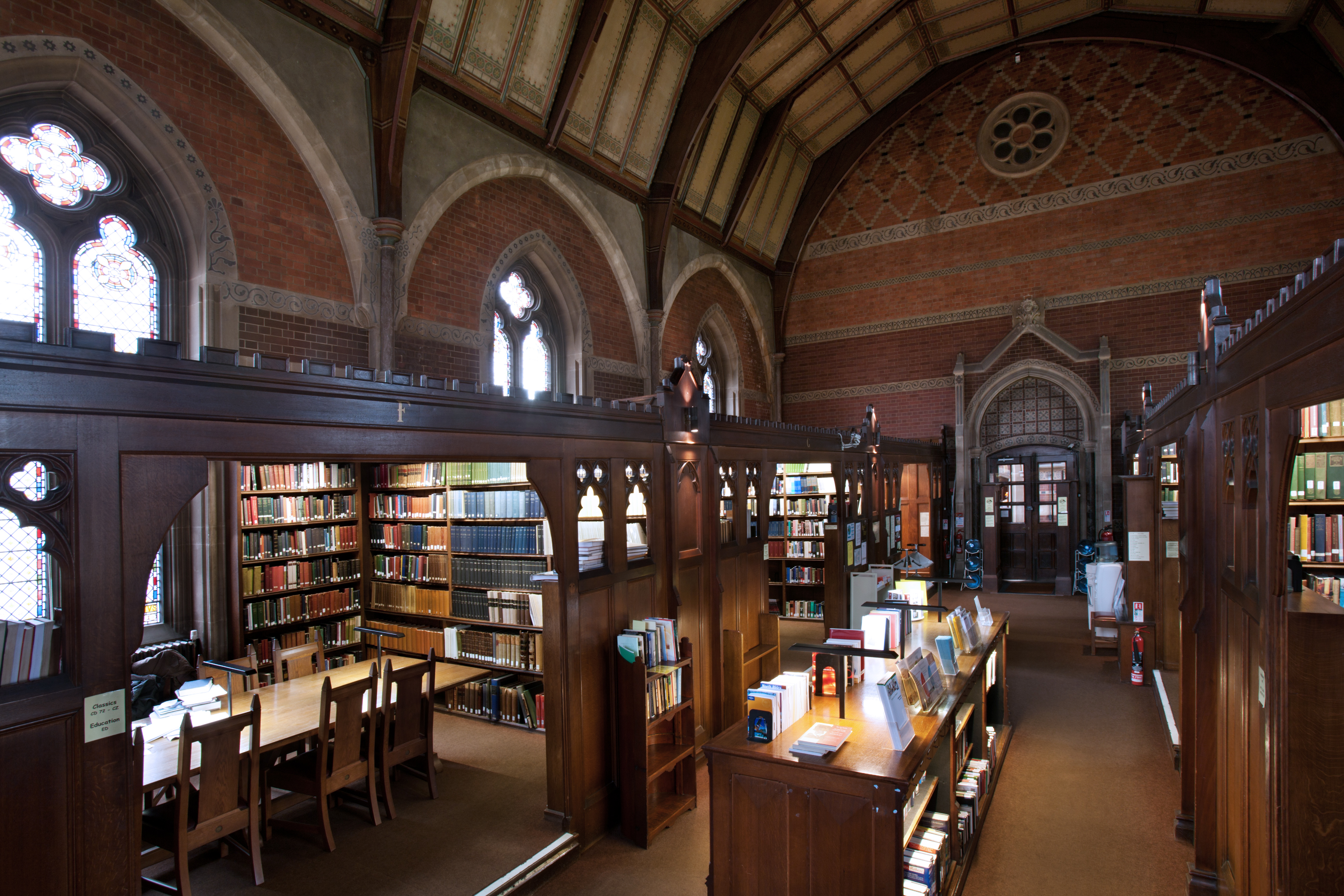
Biblioteca del Keble College.

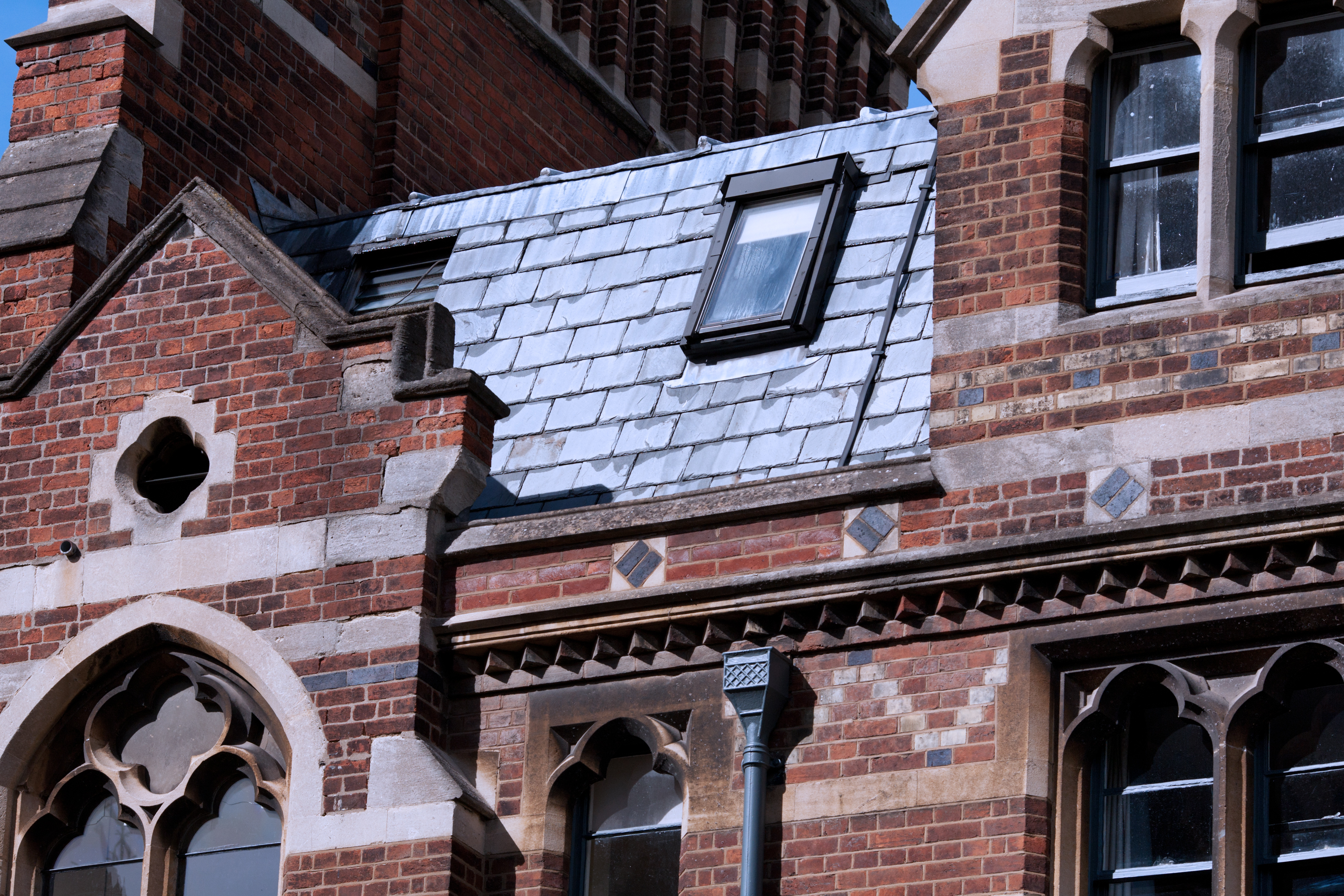
Detalles arquitectónicos del Keble College.

El Keble College es uno de los colleges que constituyen la Universidad de Oxford en Inglaterra. Sus edificios principales se encuentran en Parks Road, en frente del Museo y el Parque de la Universidad. El college está rodeado por el norte por Keble Road, al sur por Museum Road, y al oeste por Blackhall road. Está cerca del Somerville College. En 2006, el college tuvo un presupuesto estimado en 47 millones de libras.
El Keble se estableció en 1870, habiendo sido construido como monumento en honor a John Keble. John Keble fue un importante líder del Movimiento de Oxford, que tenía como objeto el destacar la historia católica de la Iglesia Anglicana. En consecuencia, el college tradicionalmente ha puesto un considerable énfasis en la enseñanza religiosa, aunque hace mucho que ha dejado de ser así.
Todavía se distingue al Keble por sus edificios de ladrillo rojo de estilo neogótico diseñados por William Butterfield. Los edificios también son diferentes por romper con la tradición de colocar las habitaciones a lo largo de pasillos en vez de hacerlo alrededor de escaleras.
El Keble es uno de los college más grandes, con 435 estudiantes de pregrado y 226 de postgrado.

## Historia
El más conocido de los fundadores victorianos del Keble es Edward Pusey, por el cual algunas partes del college llevan su nombre. El propio college lleva el nombre de John Keble, uno de los colegas de Pusey en el Movimiento de Oxford, que murió cuatro años antes de su fundación en 1870. Inmediatamente después de su funeral se decidió que en su memoria habría un nuevo college en Oxford que llevaría su nombre. Dos años después, en 1868, la primera piedra fue colocada por el Arzobispo de Canterbury el día de San Marcos. El college abrió en 1870, con 30 estudiantes, mientras que la capilla fue abierta el día de San Marcos de 1876. Debido a esto el college celebra el día se San Marcas todos los años.
William Butterfield, el arquitecto original, realizó una obra maestra del Gótico Victoriano. El college está construido con ladrillos rojos, blancos y azules; la estructura principal es de ladrillo rojo con bandas de ladrillo blancas y azules.
Durante su construcción, el Keble no estaba muy bien considerado dentro de la Universidad, particularmente por los estudiantes del cercano St John's College (al que el Keble había comprado varios terrenos). Se fundó una sociedad secreta, a la que se entraba enseñando a los miembros más antiguos uno de los ladrillos del college. Algunas fuentes dicen que para ser miembro ordinario de la sociedad hay que presentar un ladrillo rojo (de los que más hay), para ser un miembro de más alto nivel había que presentar un ladrillo blanco, y para ser miembro directivo de la sociedad había que presentar un ladrillo azul (de los que menos hay). La esperanza de esta sociedad era que el Keble quedara completamente destruido. Como resultado de esto, todavía hay una gran rivalidad entre los estudiantes del Keble y del St John’s.
El Keble es mencionado en el poema de John Betjeman “Myfanwy al Oxford”, así como en obras de John Ruskin y John Cleese.
Ronald Reagan, antiguo presidente de los Estados Unidos de América entre 1981 y 1989 fue un Miembro Honorable del College.